# 48.º distrito congresional de California
El 48.º distrito congresional es un distrito congresional que elige a un Representante para la Cámara de Representantes de los Estados Unidos por el estado de California.  Según la Oficina del Censo, en 2011 el distrito tenía una población de 716 124 habitantes. Actualmente el distrito está representado por la Republicana Michelle Steel. El distrito incluye las ciudades costeras en el Condado de Orange; Seal Beach, Huntington Beach, Costa Mesa, Newport Beach, Fountain Valley y Laguna Beach.

## Demografía
Según la Oficina del Censo de los Estados Unidos, en 2011 había 716 124 personas residiendo en el 48.º distrito congresional. De los 716 124 habitantes, el distrito estaba compuesto por 515 416 (72%) blancos; de esos, 494 683 (69.1%) eran blancos no latinos o hispanos. Además 11 247 (1.6%) eran afroamericanos o negros, 2 245 (0.3%) eran nativos de Alaska o amerindios, 133 786 (18.7%) eran asiáticos, 1 636 (0.2%) eran nativos de Hawái o isleños del Pacífico, 49 366 (6.9%) eran de otras razas y 23 161 (3.2%) pertenecían a dos o más razas. Del total de la población 122 684 (17.1%) eran hispanos o latinos de cualquier raza; 95 948 (13.4%) eran de ascendencia mexicana, 2 351 (0.3%) puertorriqueña y 1 981 (0.3%) cubana. Además del inglés, 2 921 (12.5%) personas mayor a cinco años de edad hablaban español perfectamente.
El número total de hogares en el distrito era de 274 692 y el 64.5% eran familias en la cual el 29.6 tenían menores de 18 años de edad viviendo con ellos. De todas las familias viviendo en el distrito, solamente el 51.9% eran matrimonios. Del total de hogares en el distrito, el 3.8 eran parejas que no estaban casadas, mientras que el 0.6% eran parejas del mismo sexo. El promedio de personas por hogar era de 2.56. 
En 2011 los ingresos medios por hogar en el distrito congresional eran de US$86 397, y los ingresos medios por familia eran de US$136 010. Los hogares que no formaban una familia tenían unos ingresos de US$97 213. El salario promedio de tiempo completo para los hombres era de US$80 809 frente a los US$55 514 para las mujeres. La renta per cápita para el distrito era de US$44 404. Alrededor del 5.3% de la población estaban por debajo del umbral de pobreza.